# سوچا بسکیتسکا
سوچا بسکیتسکا (به لهستانی: Sucha Beskidzka) (پیش از ۱۹۶۱: سوچا) یکی از شهرهای شهرستان سوچا در کوهستان ژیوی‌یک بسکیدس در جنوب لهستان است.
سوچا بسکیتسکا از سال ۱۹۹۹ از شهرهای استان لهستان کوچکتر به‌شمار می‌آید.
این شهر پیشتر بین سال‌های ۱۹۷۵ تا ۱۹۹۸ در استان بیلسکو بیالا قرار داشت.
جمعیت این شهر در سال ۱۹۹۶ برابر با ۹٬۷۲۶ نفر بوده است. مساحت شهر ۲۷٫۴۶ کیلومتر مربع است.

## اهالی مشهور
- بیلی وایلدر